# Mount Isa

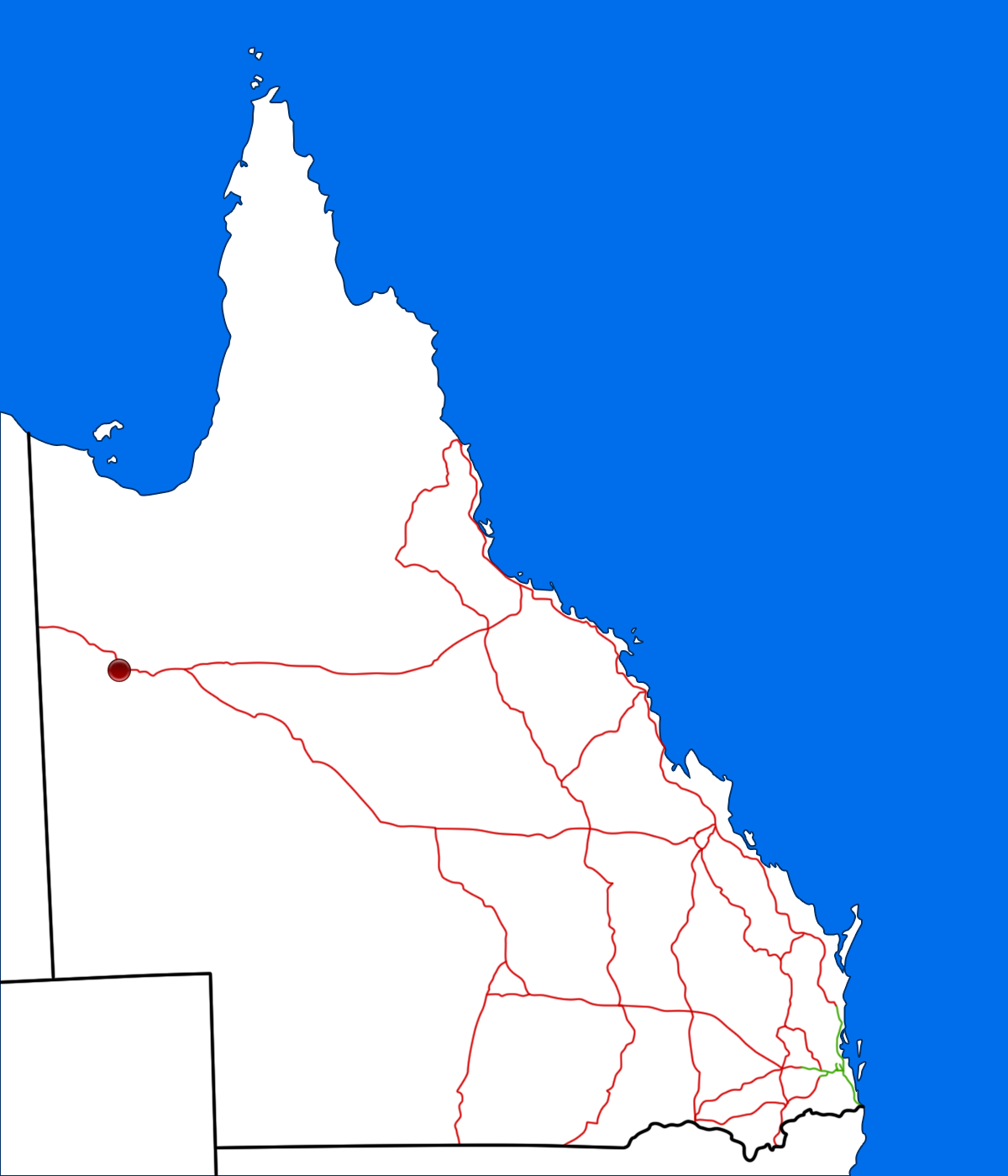
Localização de Mount Isa

Mount Isa é uma localidade mineira situada a 800 km a oeste de Townsville, em Queensland, Austrália. A cidade tem vários recursos naturais importantes, e uma população de aproximadamente 18.000 pessoas, a maioria delas empregadas na indústria mineira.
1. ↑  «Queensland place names search». www.qld.gov.au (em inglês). Consultado em 26 de janeiro de 2023
2. ↑  «2021 Mount Isa, Census All persons QuickStats | Australian Bureau of Statistics». www-abs-gov-au.translate.goog. Consultado em 26 de janeiro de 2023
3. ↑  www.australianexplorer.com. «Mt Isa». Australian Explorer (em inglês). Consultado em 26 de janeiro de 2023